# 12270 Bozar
12270 Bozar eller 1990 QR9 är en asteroid i huvudbältet som upptäcktes den 16 augusti 1990 av den belgiske astronomen Eric W. Elst vid La Silla-observatoriet. Den är uppkallad efter Paleis voor Schone Kunsten i Bryssel.
Asteroiden har en diameter på ungefär 7 kilometer.